# 限定戦 (カードゲーム)
限定戦(げんていせん)またはリミテッド(limited)とは、トレーディングカードゲーム（以下、TCG）の遊び方の一種。試合の場で、指定されたカードのみを用いて即興でデッキを構築し対戦するルール、またはそのルールを用いた対戦を指す。

## 概要
TCG購入時に見られる「カードを購入したその場でデッキを作り対戦する」と言う遊び方を発祥とする。この遊び方が「シールド戦」としてルール化され、後にシールド戦に対するプレイヤーの不満を受けて「ドラフト戦」が考案された。
ルールの多くはTCGの元祖『マジック:ザ・ギャザリング』の遊び方として考案されたものだが、カード枚数を調整することによって他のTCGにも応用できる。
限定戦の多くは、ランダムにカードが封入されたパッケージ（以下、パック）を未開封状態で用いる。そのため、追加カードが発売される時期に宣伝や販促を兼ねた公式大会で用いられるほか、大量購入者が購入したパックを開封する「ついで」に仲間内で行うことも珍しくない。また、不正を防ぐため大会主催者がパックの中身を確認したものや、使用済みのカードを混ぜ合わせてパックを擬似構成したものを、「未開封パック」として扱うこともある。カードの販売方法が異なるトレーディングカードアーケードゲームでも、アナログTCGと同等のパックを擬似構成すれば限定戦は可能である。
限定戦は大きく二種に区別でき、各プレイヤーに配布されたパックに含まれるカードのみ使える「シールド戦」と、プレイヤーがグループ内でルールに従ってカードを選び取り対戦する「ドラフト戦」とがある。また、同じタイトルの発売時期が異なるシリーズ（エキスパンション）のパックを混ぜて遊ぶことも可能なため、同じルールであっても、使用するシリーズによって対戦環境は大きく異なる。

## シールド戦
シールド戦またはシールド・デッキ戦(Sealed deck)は、規定数だけ配布された未開封パックに含まれるカードを用いて、即興でデッキを構築する。シールド(sealed)は「封された」「未開封」などの意味。使用できるカードは配布されたパックの内容に依存するため、カード運に左右される面が強い。
通常のシールド戦は、基本パック（スターター・パック、トーナメント・パックなど）1個＋拡張パック（ブースター・パック）2～3個程度を用いて行われるが、基本パック2個のみと言うパターンや、拡張パックのみを4～7個用いるパターンもある。通常はデッキに必要な最低枚数のおよそ2倍弱のカードが配布され、カードの選択にある程度の幅がある。

### デュプリケイテッド・シールド
デュプリケイテッド・シールド(Duplicate sealed)はシールド戦の派生ルールで、参加者全員に完全に同じ内容のカード一式が配布され、そこから即興でデッキを構築する。デュプリケイテッド(duplicate)は「複製した」「そっくり同じもの」などの意味。
通常のシールド戦と異なりカード運の要素が完全に排除されているため、戦略性が強い。

### 1パック・シールド
文字通り、プレイヤー1名につき1個ずつのパックを用いるシールド戦。デッキの最低枚数や勝利条件は、通常のルールより少なくなる。細かいルールは大会や解説者などによって異なる。

## ドラフト戦
ドラフト戦(Draft)は、プレイヤーがグループを組み、ルールに従って選び取ったカードを用いて即興でデッキを構築し、グループ内で対戦する。ドラフト(draft)は「選び取る」「選出する」などの意味。限られた範囲ながらカード選択に幅があり、また対戦相手の使用するカードを事前にある程度知ることができるため、カード選択の時点から戦略や駆け引きを要するのが特徴。カードの選択方式によって更に細かな分類があるが、単に「ドラフト戦」と言う場合はブースター・ドラフトを指すことが多い。
なお、使用したカードが賞品として提供される大会では、ドラフト戦で使用されたカードは試合後にグループ内で分配される。カード分配にもいくつかの方式があり、試合で使用したカードをそのまま獲得する「取り切り」、希少性の高いカードを優勝者が独占できる「総取り」、希少性の高いカードを順位順に1枚ずつ選び取れる「順位取り」のいずれかの方式が用いられる（希少性で分配方法を変える場合もある）。カード分配に関するトラブルを避けるため、カード分配の方式は一般にドラフト戦開始前に決められる。

### ブースター・ドラフト
ブースター・ドラフト(Booster draft)では、グループとなったプレイヤーが輪になり、各自パックからカードを1枚選んで残りを隣へ渡す……と言う手順をカードが無くなるまで繰り返す。複数のパックを用いる場合、1巡目は時計回り、2巡目は反時計回り、3巡目は時計回り……のように、カードを渡す方向をパックごとに変える。
グループ内に存在するカードはある程度分かるものの、誰がどのカードを選んだかは対戦するまで分からないのが特徴。
略して「ブードラ」と呼ばれることもある。
派生ルールとして、自分が選び取ったカードと対戦する「バック・ドラフト(Backdraft)」がある。カード選択全終了後、対戦相手とカードを交換してデッキを構築し、そのデッキで「自分のカードで対戦相手が構築したデッキ」と対戦すると言うもの。すなわち、対戦相手が使うカードを選び取るブースタードラフトである。対戦終了後はカードを返還し、新たな対戦相手とカードを交換してデッキを構築する。

### ロチェスター・ドラフト
ロチェスター・ドラフト(Rochester draft)では、グループ内でカードを取る順番を決めた後、グループ全員にパック1個分のカードが公開され、プレイヤーが1枚ずつ順に選び取り、カードが無くなれば次のパック1個分のカードを公開する……と言う手順をパックが無くなるまで繰り返す。複数のプレイヤーが同時にカードを取れないため、グループ人数が多いほど時間を要する。
グループ内に存在するカードと、誰がどのカードを選んだかが完全に公開されるため、カード選択時の駆け引き要素が極めて強いのが特徴。カードを取る順番によって有利不利が出やすいため、実力差があるプレイヤー間で行うには不向きとされる。
略して「ロチェ」と呼ばれることもある。なおロチェスターとは、このルールが最初にプレイされたロチェスター大学に由来する。
派生ルールとして、特定のシリーズの全カード1枚ずつからカードを選び取る「オールカード・（ロチェスター）ドラフト(Rotisserie draft)」がある。

### ソロモン・ドラフト
ソロモン・ドラフト(Solomon draft)では、グループは2名で、規定数のパックの全てのカードを混ぜ合わせた上で、一方のプレイヤーが規定の枚数のカードを引いて二組に分け、もう一方のプレイヤーが二組のカードの配分を決定する……と言う手順をカードが無くなるまで繰り返す（残ったカードが規定枚数以下の場合は使われない）。
使用するカードが全く同一でも、何度も繰り返してプレイできるのが特徴。

### キューブ・ドラフト
キューブ・ドラフト(Cube draft)は、未開封パックの代わりに、カードが規定の枚数分だけ準備されたドラフト戦全般を指す。準備するカード（キューブ）に制約はなく、全く適当にカードを持ち寄っても、カード内容を考慮して準備しても構わない。パックに相当するカードの組み分けも、あらかじめ分けておいても、その場で行っても構わない。また、異なるシリーズのカードが混在していても問題なく、偏ったカードを準備しても許容される。
キューブ・ドラフトは用いるカード内容を規定する名称であり、カード選択の方式は他のドラフト戦に準じる。

### 1パック･ドラフト
文字通り、プレイヤー1名につき1個ずつのパックを用いるブースター・ドラフト。デッキの最低枚数や勝利条件は、通常のルールより少なくなる。細かいルールは大会や解説者などによって異なる。